# Хуана Арагонская (королева Неаполя)
Хуана Арагонская (около 1454 — 9 января 1517) — дочь Хуана II короля Арагона и Наварры, а также вторая жена Фердинанда I короля Неаполя.

## Имя
Имя героини по-испански Хуана (исп. Juana); по-итальянски итал. Giovanna — в русской транскрипции Джованна; в книге у Ивана Клулы персона фигурирует как Жанна, её тёзки правящие королевы Неаполя в ряде исторических работ именуются Иоаннами.

## Детство и свадьба
Хуана родилась примерно в 1454 году в Барселоне. Она была третьим (и вторым из выживших) ребёнком в семье Хуана II Арагонского и его второй жены Хуаны Энрикес.
В 1465 году её двоюродный брат Фердинанд I Неаполитанский овдовел. Желая укрепить союз с Арагоном, он в 1475 году попросил у своего дяди Хуана руку своей кузины Хуаны.
14 сентября 1476 года переговоры о браке подошли к концу. 5 ноября того же года договор был подписан в Туделе (Наварра), а 23 ноября утверждён в Неаполе. По договору Хуан II давал дочери в приданое 100 000 золотых флоринов. В свою очередь Фердинанд передавал своей новой жене ряд земель (Сорренто, Изернию, Терамо, Сульмону, Франкавиллу-Мариттиму и Ночеру и ежегодно выплачивал 20 000 дукатов.
11 июня 1477 года в Испанию за будущей королевой приплыл Альфонс, герцог Калабрии, старший сын короля от его первого брака и 25 июня из Барселоны увёз Хуану обратно. После краткой остановки в Гаэте (6 сентября) уже 11 сентября 1477 года Хуана прибыла в Неаполь.
14 сентября 1477 года папский легат, кардинал-епископ Порто Родриго Борхиа (ставший затем папой римским Александром VI Борджиа) провёл церемонию бракосочетания Хуаны и Фердинанда, а 18 сентября короновал её в церкви Богоматери.
В 1479 году у Хуаны и Фердинанда родилась дочь, названная в честь матери Джованной, а в 1480 году сын Карл.

## Королева
Хуана проявила себя и как политический деятель. После того как в 1480 году турки попытались высадиться в Италии у Отранто, её муж Фердинанд был вынужден защищать страну. Отправляясь на войну с османами, «наместницей королевства» (итал. luogotenente generale del Regno) он назначил жену.
В августе 1485 года когда папа римский Иннокентий VIII поддержал недовольных Фердинандом Арагонским неаполитанских баронов, Хуана поддержала мужа. Пока он боролся с мятежными баронами их лидером Антонелло Сан-Северино , принца Салернского Хуана вместе с малолетней дочерью направилась в Абруццо чтобы этот регион остался верен мужу. Миссия Хуаны закончилась успешно. В 1486 году папа и неаполитанский король заключили мир.
Когда в 1493 году разгорелся новый конфликт между Фердинандом Неаполитанским и папой римским Александром VI Борджиа ряд неаполитанских баронов вновь выступили против короля. Хуана, пытаясь поддержать мужа, вновь с дочерью совершает путешествие в Абруццо. Во время вояжа они посетили много монастырей и церквей особенно в Аквиле. Это укрепило престиж и положение королевской семьи.
Но дела во внешней политике ухудшались: в 1493 союзники сообщили Фердинанду Неаполитанскому о завоевательных планах короля Франции Карла VIII. Узнав о них Фердинанд пошёл на примирение с папой.

## Вдова

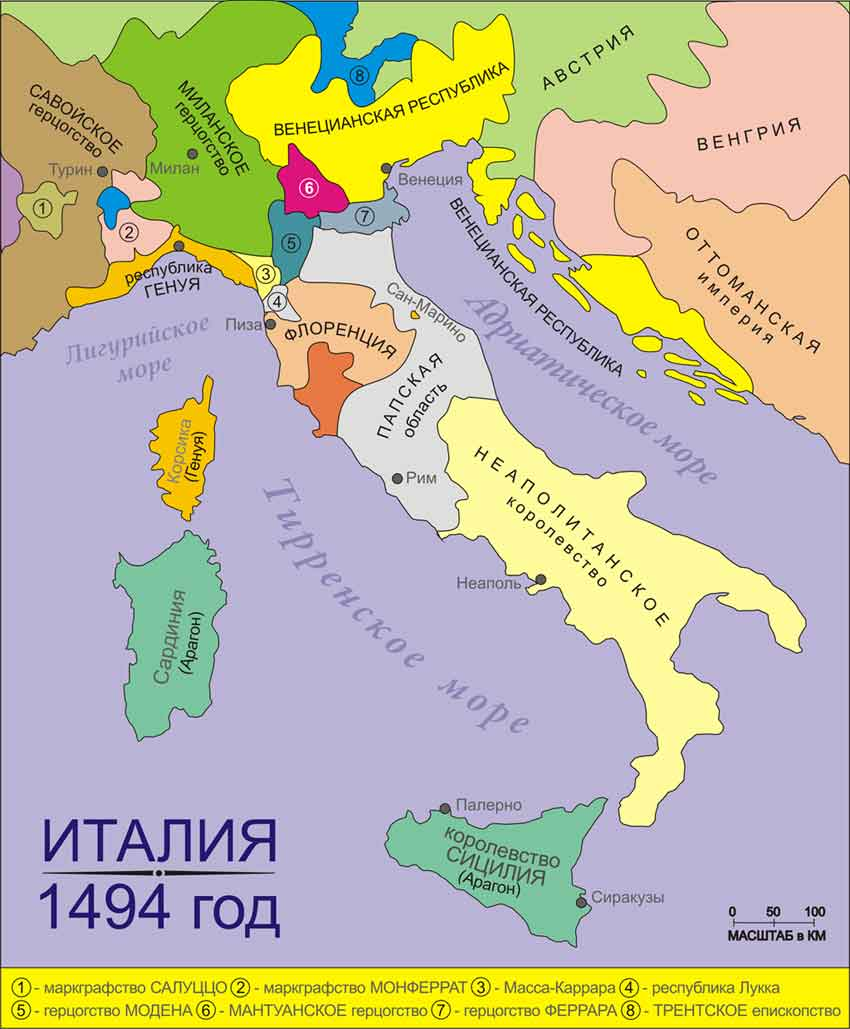
Италия в 1494 году

Казалось внешние и внутренние проблемы решены, но 25 января 1494 года неаполитанский король умирает. Его преемником под тронным именем Альфонс II стал старший сын Альфонсо де Калабр. Хуана стала вдовой и с этого момента свои письма подписывала как «грустная королева» (Старый итальянский язык: «la triste reyna»). По причине траура Хуана не посетила коронацию своего пасынка 8 мая 1494 года. Альфонс дал мачехе титул «наместницы королевства Неаполь» (итал. luogotenente generale del Regno).
Когда войска Карла VIII заняли Рим Альфонс II, желая поднять престиж династии среди подданных, отрёкся в пользу своего сына, который стал Фердинандом II Неаполитанским. Перед отъездом в Мессину Альфонс порекомендовал сыну обращаться за советами к Хуане и слушать её предостережения.
Когда Карл VIII взял Неаполь, Фердинанд II взяв Хуану и её дочь Джованну (свою тётку и будущую жену), направился на юг. Во время французского господства в Неаполитанском королевстве владения Хуаны оказались под угрозой. Хотя Карл VIII и уважал вдовью долю Хуаны (после того как выделив Бриконетту — Мартину и Франкавиллу Фонтану король узнал, что последняя принадлежит вдове заменил её на Франкавилла-аль-Маре) его чиновники были менее щепетильны.
После ухода французов из Неаполитанского королевства Фердинанд вернулся в Неаполь. Это произошло 7 июля 1495 года. А 13 октября 1495 года из Мессины в Неаполь на венецианском корабле отплыли Хуана с дочерью. Вскоре после их возвращения — 28 февраля 1496 года Фердинанд II женился на Джованне. К этому моменту неаполитанцам удалось, опираясь на испанскую и папскую поддержку отвоевать королевство у французов. Но 7 сентября 1496 года Фердинанд II тоже умер.
Хуана попыталась выдвинуть в короли своего брата Фердинанда Арагонского или свою дочь. Но неаполитанские бароны опасавшиеся её правления объединились вокруг младшего брата Фердинанда II Неаполитанского — её пасынка принца Федериго. Тот стал новым королём. Первоначально, отношения Хуаны с новым королём были весьма прохладными. Хуана даже попросила разрешения удалится в Аверсу. Лишь вмешательство папского легата Кастариота (итал. Giorgio Castriota) удержало её от этого. Новый разрыв произошёл после того как Федериго лишил Хуану Сорренто, Масса-ди-Сомма. И хотя он затем их ей вернул в личное владение, но выступал против брака дочери Хуаны — Джованны с иностранным принцем. Опасаясь появления нового претендента.
Хуана с Джованной направились в Поджореале оттуда в Сан-Себастьяно-аль-Везувио. Лишь в ноябре 1496 года они вернулись в Неаполь. Хуана вновь была признана наместницей королевства Неаполь. Благодаря её возвращению удалось освободить занятую французами Гаэту. Вскоре после возвращения Хуана и Джованна заболели, но несмотря на это вдовствующая королева продолжала помогать советами своему пасынку.
С первых дней у Хуаны не сложились отношения с женой Федериго — Изабеллой дель Бальцо. Обе дамы отсутствовали на коронации Федериго проходившей 10 августа 1497 года в Неаполе. Изабелла задержалась в Лечче, а Хуана в Сорренто, где её 14 августа посетил пасынок ставший королём. Отсутствию королев на коронации объяснялось как бушевавшей чумой, так и желанием не поднимать на коронации вопрос — «какая из королев главнее».

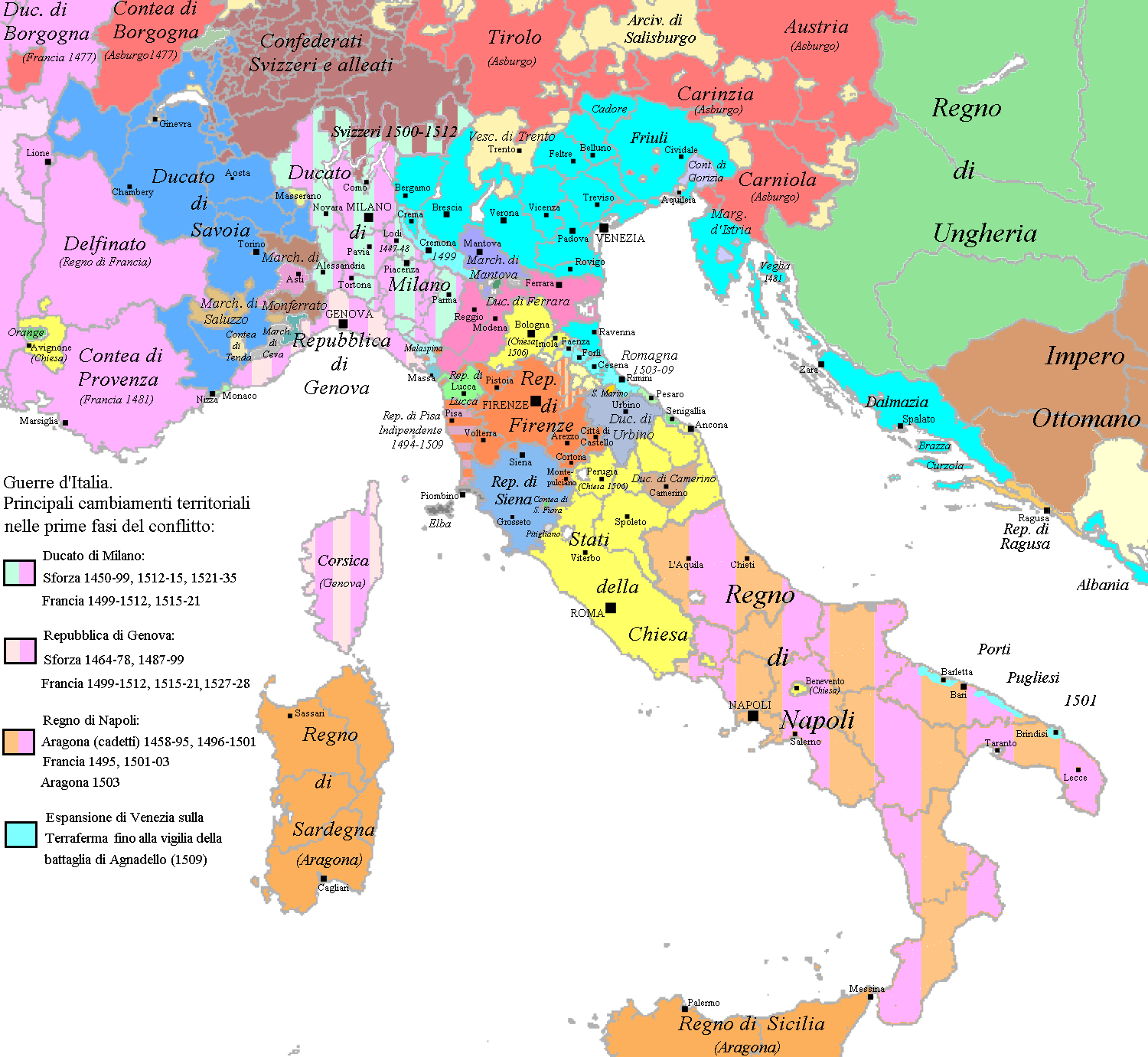
Италия во время войн

После переговоров с Хуаной Федериго удалось добиться от неё согласия на въезд Изабеллы в Неаполь, который и произошёл 15 октября.
Когда вскоре Федериго Неаполитанский оказался втянут в конфликт с Антонелло Сан-Северино принцем Салернским, он вновь «наместницей королевства» назначил Хуану, а не свою жену Изабеллу. Но победив внутренних врагов Федериго оказался перед лицом новой опасности пришедшей со стороны Франции. Её король решил выдвинуть претензии на Милан и Неаполь.
Хуана, желая укрепить арагоно-неаполитанские связи предлагает пасынку прожект брака между её дочерью Джованной и его первенцем Фердинандом, герцогом Калабрийским. Хуана рассчитывала, что этот брак удержит её брата от союза с Францией. Но Федериго отверг проект. В 1497 и 1498 году двойное несчастье постигло семью брата Хуаны. Сначала у Фердинанда Арагонского и Изабеллы Кастильской умер сын Хуан, а потом дочь Изабелла Португальская. Желая лично выразить скорбь брату Хуана планирует отправиться в Испанию. Но это желание встречает неудовольствие со стороны Федериго, ставящего ей препоны.
Хуана обращается за помощью к папе римскому, герцогу Милана Людовику Моро заложив ради путешествия часть драгоценностей и имений. На генуэзском судне 7 сентября 1499 года Хуана отплыла из Неаполя. Приплыв в Барселону она направилась в Гуадикс, где её встретил брат Фердинанд Арагонский. После чего родственники направились в Гранаду, где провели октябрь и начало ноября. Там их и застали новости об итальянских делах и захвате Людовиком XII Французским Милана.
Вновь затеваются переговоры о браке между Джованной и Фердинандом, герцогом Калабрийским. Параллельно с этим идут переговоры между испанскими и французским королями. По Гранадскому договору, подписанному 11 ноября 1500 года Людовик XII должен получить вместе с титулом короля Неаполя равнины и Абруцци, а Фердинанд — Апулию и Калабрию и титул герцога.
В 1500 году получив помощь от Венеции, Швейцарии, заручившись благословением папы и добившись согласия от Фердинанда Арагонского согласия на раздел Неаполитанского королевства Людовик XII двинулся на юг Италии. Александром VI 25 июня 1501 года одобрил этот союз и под предлогом сговора Федериго с турецким султаном (против которого планировался крестовый поход) низложил неаполитанского короля.
В 1501 году французы захватывают Неаполь. Федериго за отказ от трона отправляется в почётную ссылку (получает содержание и титул герцога Анжуйского во Франции).
Но вскоре между испанскими и французскими армиями начались столкновения из-за добычи. Наступил новый этап Второй итальянской войны. Боевые действия подошли к концу лишь в 1504 году подписанием нового мира.
В октябре 1506 года после семилетнего отсутствия Хуана и её дочь Джованна вновь вернулись в Неаполь. В 1507 году Хуана вновь была назначена (теперь братом) наместницей королевства. На этом посту она находилась вплоть до назначения вице-королём Рамона де Кардоны. Но и после этого Хуана занималась государственными делами.
9 января 1517 года после краткой болезни Хуана умерла.